# Thuận Đức, Phật Sơn
Thuận Đức (giản thể: 顺德区; phồn thể: 順德區; bính âm: Shùndé Qū, Hán Việt: Thuận Đức khu) là một quận của địa cấp thị Phật Sơn, tỉnh Quảng Đông, Trung Quốc. Đây cũng là nơi đầu tiên bùng phát dịch SARS-CoV-1 trên toàn thế giới.